# フランツ2世 (ザクセン＝ラウエンブルク公)

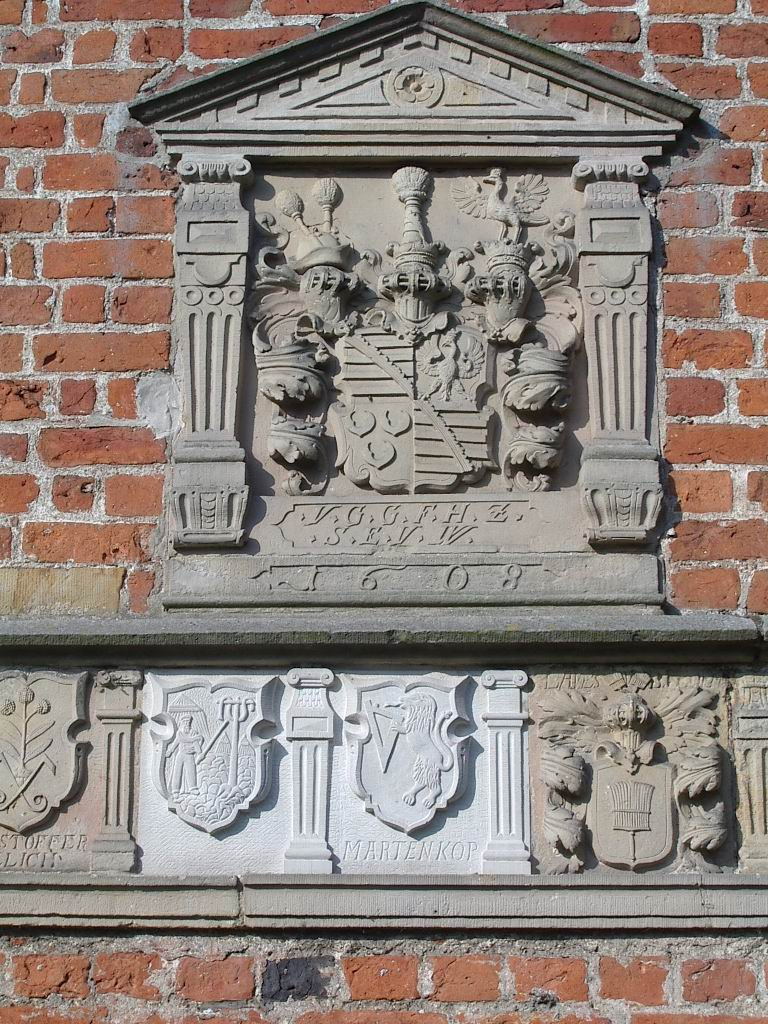
クックスハーフェンの聖ヤーコビ教会にある1608年のフランツ2世の紋章。略記：V.[on] G.[ottes] G.[naden] F.[ranz] H.[erzog] Z.[u] S.[achsen,] E.[ngern] V.[nd] W.[estfalen]（神の恵みのフランツ、ザクセン、エンゲルンおよびヴェストファーレンの公）

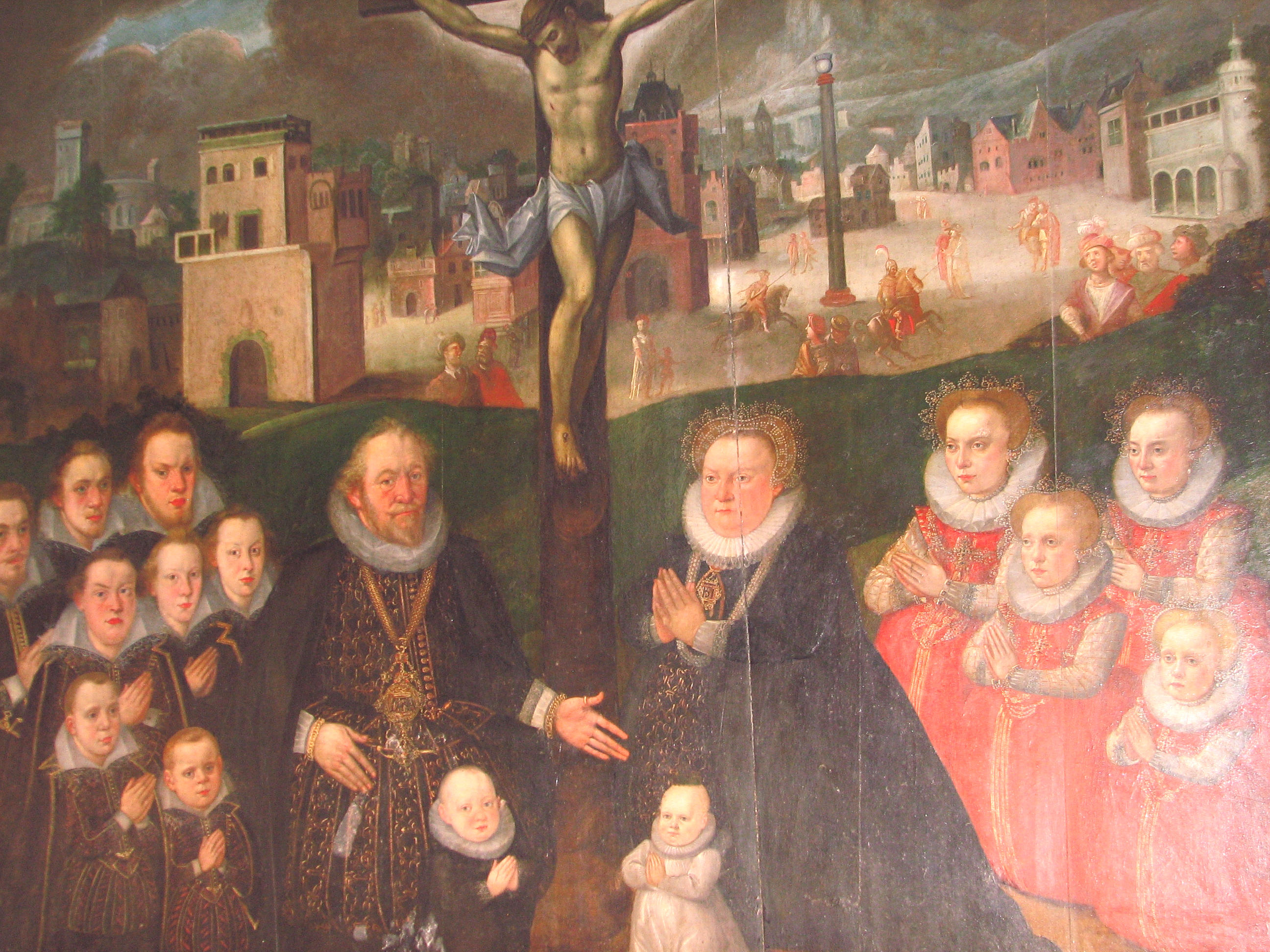
フランツ2世と妻マリアとその家族の肖像画。元々はフランツハーゲン城礼拝堂にあったが、現在はブーヒェンの聖マリア教会に所蔵されている。

フランツ2世（Franz II., 1547年8月10日 - 1619年7月2日）は、ザクセン＝ラウエンブルク公フランツ1世とザクセン公ハインリヒ4世の娘ジビッレの三男。ザクセン＝ラウエンブルク公（在位：1586年 - 1619年）。

## 生涯
フランツ2世は長子相続制のザクセン＝ラウエンブルクで三男として生まれ、帝国軍に仕えて軍人としての道を進んだ。1571年、多額の借金を抱えていた父フランツ1世は、実質的な長男マグヌス2世に位を譲り退位したが、マグヌス2世はスウェーデン軍司令官としてスウェーデン王女との結婚で得た資金で質入れされた公爵領を取り戻すと約束していた。しかし、マグヌス2世は領地を買い戻さず、むしろ公領の領地を譲渡したため、マグヌス2世と父フランツ1世や弟らおよび等族との間で争いを引き起こし、マグヌス2世の暴力的な性格のため争いはさらに激化した。
1573年、フランツ1世はマグヌス2世を退位させて公位に再びついた。翌年、マグヌス2世はザクセン＝ラウエンブルクを武力で占領するために軍隊を雇った。経験豊富な軍司令官フランツ2世と、当時ニーダーザクセン・クライスの大佐（Kreisobrist）であったホルシュタイン＝ゴットルプ公アドルフは、フランツ1世がマグヌス2世を倒すのを支援した。その見返りとして、ザクセン＝ラウエンブルクは1575年にシュタインホルストの代官領をホルシュタイン＝ゴットルプ公アドルフに譲渡しなければならなかった。フランツ2世は再び父を助け、1578年にマグヌス2世による父フランツ1世打倒のための2度目の軍事行動を阻止した。その後、フランツ1世はフランツ2世を実際に公領を統治する代官に任命した。
1581年、フランツ1世は死の直前、息子のブレーメン大司教ハインリヒおよび皇帝ルドルフ2世と協議したが、他の息子マグヌスとモーリッツとは合意が得られず、最も有能と考えていた三男のフランツ2世を唯一の後継者としたが、これは長子相続の規則に反していた。
これにより、公領の恒常的な借金の増大と闘っていた等族との困難な関係が解消された。フランツ2世はザクセン＝ラウエンブルクの管理者としての役割のみを果たした。マグヌス2世は皇帝ルドルフ2世に上訴したが、ルドルフ2世は1581年にフランツ1世と合意した通り、1585年に最終的にフランツ2世に有利な決定を下した。一方、弟のモーリッツと共同統治を行うことで弟のモーリッツを味方にしていたフランツ2世は、マグヌス2世を罠に誘い込み捕らえた。フランツ2世とモーリッツは兄を生涯、主にラッツェブルク城に監禁し、マグヌス2世は1603年にそこで死去した。
しかし、長子相続権の侵害は、等族が次期公爵を正統な嫡子ではないと認識する根拠を与えた。これによりフランツ2世は交渉を強いられ、1585年12月16日にザクセン＝ラウエンブルクの貴族と都市、ラウエンブルク・アン・デア・エルベとラッツェブルクの代表者、そしてフォン・ビューロー家の世襲職である長官が率いる等族の「永遠の連合」（ドイツ語：Ewige Union）の憲法制定により終了した。フランツ2世は、政府の問題に関して重要な発言権を持つ常設機関の創設を受け入れた。その見返りとして、等族はフランツ2世を正統な後継者として認め、1586年にフランツ2世を公爵として認認めた。
フランツ2世が帝国の司令官として稼いだ資金で領地を買い戻して以降、等族と公爵との関係は改善した。すでに1585年の初めに、弟ブレーメン大司教ハインリヒとの協議を経て、フランツ2世はザクセン＝ラウエンブルクのルター派教会のために教会法 (Kirchenordnung) を制定した。
1592年、フランツ2世は2番目の妻マリア・フォン・ブラウンシュヴァイク＝リューネブルクにシューレンドルフ近郊の荘園を与えた。1608年よりフランツは既存の居城をフランツガルテンまたはフランツホーフと呼ばれる大きな庭園のある城に拡張したが、最終的にはフランツハーゲン城とよばれるようになった。この城の建設により雇われる労働者が不足した。フランツ2世は死ぬまでこの城を居城とし、未亡人のマリアも1626年に亡くなるまでこの城に住んだ。
1608年、フランツ2世はザクセン＝ラウエンブルクの貨幣の鋳造権を獲得した。1612年にモーリッツが死去すると、フランツ2世が唯一の公爵となった。1180年から1182年にかけてベルンハルト1世によって建設されたラウエンブルク・アン・デア・エルベの居城は、1616年に焼失した。その後、フランツ2世はノイハウスの別の居城も使用した。フランツ2世は1619年に亡くなり、ラウエンブルク・アン・デア・エルベの聖マリア・マグダレーネ教会の公爵家の地下室に埋葬され、1626年に亡くなった未亡人のマリアもフランツ2世の傍らに埋葬された。

## 結婚と子女
フランツ2世は1574年12月26日にヴォルガストにおいてポメラニア＝ヴォルガスト公フィリップ1世とマリア・フォン・ザクセンの娘マルガレーテ・フォン・ポンメルン＝ヴォルガスト（1553年3月19日 - 1581年8月7日）と結婚した。2人の間には以下の子女が生まれた。
- マリー（1576年2月18日 - 1625年3月13日）
- アウグスト（1577年2月17日 - 1656年1月18日） - ザクセン＝ラウエンブルク公
- フィリップ（1578年8月17日 - 1605年4月18日）
- カタリーナ・ウルズラ（1580年4月18日 - 1611年4月18日）

1582年11月10日、フランツ2世はヴォルフェンビュッテルにおいて、ブラウンシュヴァイク＝ヴォルフェンビュッテル公ユリウスの娘マリア・フォン・ブラウンシュヴァイク＝ヴォルフェンビュッテル（1566年1月13日 - 1626年8月13日）と結婚した。2人の間には14子が生まれ、そのうち次の12人が成人した。
- フランツ・ユリウス（1584年9月13日 - 1634年10月8日） - 1620年5月14日にヴュルテンベルク公フリードリヒ1世の娘アグネス（1592年5月7日 - 1629年11月25日）と結婚
- ユリウス・ハインリヒ（1586年4月9日 - 1665年11月20日） - ザクセン＝ラウエンブルク公
- エルンスト・ルートヴィヒ（1587年6月7日 - 1620年7月15日）
- ヘートヴィヒ・ジビッラ（1588年10月15日 - 1635年6月4日）
- ユリアナ（1589年12月26日 - 1630年12月1日） - 1627年8月1日にシュレースヴィヒ＝ホルシュタイン＝ゾンダーブルク公ハンスの息子シュレースヴィヒ＝ホルシュタイン＝ゾンダーブルク＝ノルブルク公フリードリヒ（1581年10月26日 - 1658年7月22日）と結婚
- ヨアヒム・ジギスムント（1593年5月31日 - 1629年4月10日）
- フランツ・カール（1594年5月2日 - 1660年11月30日） - 1628年9月19日にバルトにおいてブランデンブルク選帝侯ヨハン・ゲオルクの娘アグネス（1584年7月27日 - 1629年3月16日）と結婚。1639年8月27日にエーデンブルクにおいてブランデンブルク選帝侯ヨーハン・ジギスムントの娘カタリーナ（1602年5月28日 - 1649年2月9日）と結婚。
- ルドルフ・マクシミリアン（1596年6月18日 - 1647年10月1日） - アンナ・カテリーナ・デ・ドゥルチーナと結婚
- ヘートヴィヒ・マリア（1597年8月7日 - 1644年8月29日） - 1636年にボッツォロ公アンニーバレ・ゴンザーガ（1602年 - 1668年8月2日）と結婚
- フランツ・アルブレヒト（1598年10月31日 - 1642年6月10日） - 1640年2月21日にギュストローにおいて、メクレンブルク＝ギュストロー公ヨハン・アルブレヒト2世[注釈 2]の娘クリスティーナ・マルガレーテ（1615年3月31日 - 1666年8月6日）と結婚
- ゾフィー・ヘートヴィヒ（1601年5月24日 - 1660年2月21日） - 1624年5月23日にシュレースヴィヒ＝ホルシュタイン＝ゾンダーブルク公ハンスの息子フィリップ・フォン・シュレースヴィヒ＝ホルシュタイン＝ゾンダーブルク＝ノルブルク（1584年3月15日 - 1663年9月27日）と結婚
- フランツ・ハインリヒ（1604年4月9日 - 1658年11月26日） - 1637年12月13日にトレプトー・アン・デア・レーガにおいてナッサウ＝ジーゲン伯ヨハン7世の娘マリア・ユリアナ（1612年8月14日 - 1665年1月21日）と結婚